# Yodoi Toshio
Yodoi Toshio (japanisch 淀井 敏夫; geboren am 15. Februar 1911 in Asako (Präfektur Hyōgo); gestorben am 14. Februar 2005) war ein japanischer Bildhauer der Shōwa-Zeit.

## Leben und Werk
Yodoi Toshio machte seinen Abschluss an der Technischen Schule von Osaka (大阪工業学校 Ōsaka Kōgyō Gakkō) und studierte dann ab 1928 an der Abteilung für Bildhauerei der „Tōkyō Bijutsu Gakkō“, der Vorläufereinrichtung der Tōkyō Geijutsu Daigaku (Kurzform „Geidai“). Bereits während seiner Ausbildung konnte er die Skulptur „Stehender Mann“ (男立像) auf der staatlichen Teiten zeigen. Nach seinem Abschluss stellte er bei der Kokuga-kai (国画会) und anderen Vereinigungen aus, ab 1936 allerdings nur noch bei der Nika-kai (二科会). Ab 1936 lehrte er fünf Jahre lang an seiner alten Schule in Osaka.
1958 wurde Yodois Arbeit „Brustbild eines alten Mannes“ (老人胸像 Rōjin Kyōzō) von der Nika-kai ausgezeichnet, deren Mitglied er dann 1951 wurde. Im selben Jahr begann er an der Geidai zu unterrichten, ab 1965 als Professor. 1966 wurde seine Arbeit „Heiliger Mantelpavian“ (聖マントヒヒ) vom Kultusminister angekauft. Für diese Arbeit erhielt er 1972 den zum ersten Mal vergebenen Hirakushi-Denchū-Preis. 1977 wurde er für sein Werk „Park in Rom“ (ローマの公園 Rōma no kōen), das er im Jahr zuvor bei der Nika-kai ausgestellt hatte, mit dem Preis der Akademie der Künste ausgezeichnet. Yodoi wurde 1982 Mitglied der Akademie der Künste, wurde 1994 als Person mit besonderen kulturellen Verdiensten ausgezeichnet, wurde 1998 Präsident der Nika-kai und erhielt 2001 den Kulturorden.
1999 war bereits in seiner Heimatstadt das „Yodoi Toshio Gedächtnismuseum“ (淀井敏夫記念館) am Mori-Museum eröffnet worden.